# Říše Severní Jüan
Říše Severní Jüan (čínsky 北元) byla přímou pokračovatelkou říše Jüan, která vládla Číně a Mongolsku do roku 1368, kdy dosud vládnoucí mongolskou dynastii Jüan vystřídala nová dynastie Ming. K tomu došlo poté, kdy byl jüanský císař nucen se před povstalci uchýlit do mongolské části své říše. Říše známá jako Severní Jüan vládla Mongolsku ještě dlouho poté, až do první poloviny 17. století, zatímco čínské provincie měla pevně v rukách říše Ming. Získat a sjednotit obě části někdejší říše Jüan se podařilo až mandžuské říši Čching.

## Historie

### Pád říše Jüan a vznik říše Ming
Konec vlády původem mongolské dynastie v Číně zapříčinila nespokojenost domácího obyvatelstva, které vedlo k povstání rudých turbanů. V roce 1356 armáda zvaná „Zelený les“ pod vedením Ču Jüan-čanga dobyla Nanking, pozdější hlavní město mingské říše. V bitvě na jezeře Pcho-jang porazil Ču Jüan-čang svého úhlavního soupeře, dalšího povstaleckého vůdce Čchen Jou-lianga, tím upevnil svou moc na jihu země. Později utopil vůdce Rudých Turbanů Chan Lin-er v řece Jang-c’-ťiang, poté přestal Ču Jüan-čang skrývat své císařské ambice a s novým rokem 1368 vyhlásil dynastii a nový stát – Ming. Následně poslal svá vojska do útoku proti hlavnímu městu jüanských vládců Ta-tu (Chánbalyk, dnešní Peking), poslední císař dynastie Jüan Togon Temür uprchl na sever, takže Čuovi nic nebránilo v tom, aby do základů zničil paláce předešlé dynastie. Město bylo téhož roku přejmenováno na Pej-pching.

### Severní Jüan

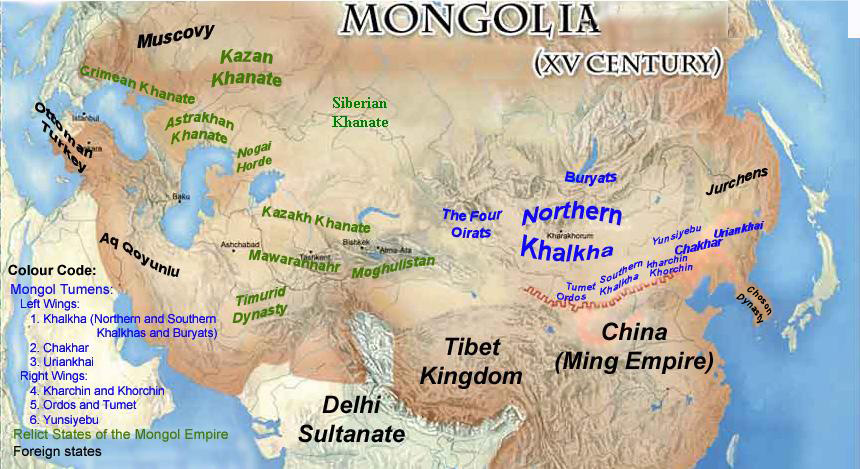
Následnické státy mongolské říše, stav v 15. století

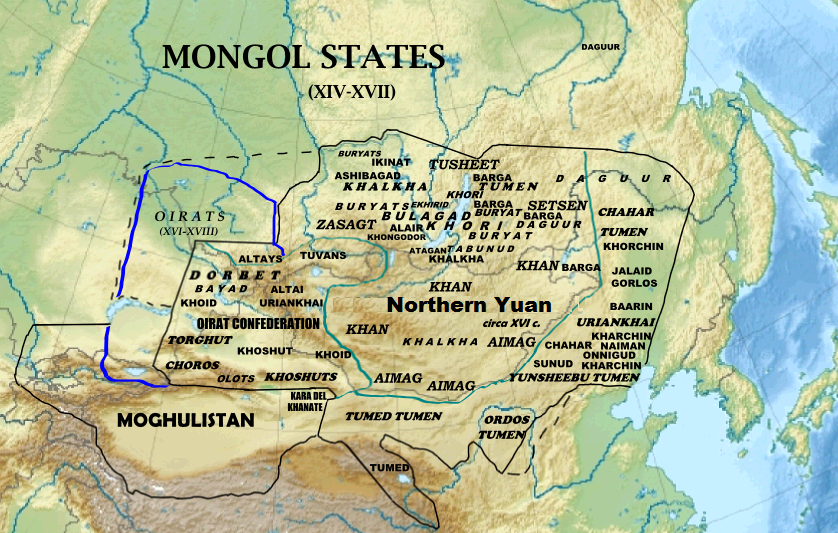
Říše Severní Jüan na vrcholu moci

Po pádu Jing-čchangu roku 1370 se jüanský císař stáhl do Mongolska. Podle čínské historiografie dynastie Jüan ztratila mandát nebes a jejím legitimním nástupcem se stala od roku 1368 dynastie Ming. Jüanským vládcům v Mongolsku pro odlišení přidělili název „Severní Jüan“. Mongolští císaři Severní Jüan se ovšem nadále považovali za legitimní vládce nejen Mongolska, ale i Číny a v dynastii Ming viděli uzurpátory.
Mingská armáda, ve snaze podrobit si všechna jüanská území, zaútočila roku 1372 ve třech směrech na Mongolsko, ale tentokrát Mongolové vedení velikým chánem a císařem Ajuširidarou a jeho vojevůdcem Kökö Temürem Číňany rozhodně porazili. Mingská říše byla schopna obnovit útok až roku 1380, kdy její armáda vyplenila Karakorum, rozhodující vítězství ji však unikalo až do roku 1388, kdy Mongoly porazila, jejich chán Togus Temür byl na útěku zabit Arik-bukovým potomkem Jesüderem, který se stal novým chánem, ale vzdal se císařského titulu. V dalších stoletích se ve vztazích s říší Ming střídala období válek a mírové koexistence. Moc velikých chánů z Čingisova rodu klesla, jednotě mongolského chanátu bránily rozpory mezi západními Mongoly – Ojraty a východními Mongoly, mnohdy podněcované mingskou diplomacií. Oslabené Mongolsko bylo v 17. století postupně pohlceno mandžuskou říší Čching, která opět sjednotila Čínu, Mongolsko i Mandžusko v jedno impérium.